# کولاکوو-پودگوریه
کولاکوو-پودگوریه (به لاتین: Kulakovo-Podgorye) یک منطقهٔ مسکونی در روسیه است که در استان آرخانگلسک واقع شده‌است.